# Al-Bajad
Al-Bajad – miasto w Algierii, w Al-Bajad. W 2008 liczyło 91 632 mieszkańców.